# Milovan Raković
Milovan Raković (cyr. Милован Раковић; ur. 19 lutego 1985 w m. Titovo Užice) – serbski koszykarz. Raković został wybrany został wybrany z 60. numerem draftu NBA w 2007 roku do drużyny Dallas Mavericks, jednak został wymieniony do Orlando Magic. Obecnie gra w Žalgirisie Kowno.